# Christine Laserová
Christine Laserová rozená Bodnerová (* 19. března 1951 Mattstedt) je bývalá atletka, která startovala hlavně v pětiboji. Reprezentovala tehdejší německou demokratickou republiku.
Startovala za Východní Německo na letních olympijských hrách 1976 v Montrealu v Quebecu, kde získala stříbrnou medaili v pětiboji. Vdala se za Jürgena Lasera v roce 1974.